# Бигла
Вижте пояснителната страница за други значения на Бигла.
Бигла (на македонска литературна норма: Бигла) е средновисока планина в югозападната част на Северна Македония, с динарска посока СЗ – ЮИ и дължина 16 km. По нея преминава вододелът между водосборните басейни на Преспанското езеро и река Черна. На запад е ограничена от Ресенското поле и долината на Голема река, на изток от долините на Шемница и Боищката река, а на юг проходът Гявато (1167 m) я отделя от планината Баба (Пелистер). На СЗ продължава в Плакенската планина. Повърхността ѝ е 179 km². Има седем върха по-високи от 1500 m, а най-висок е Църн връх (1935 m), който се намира в крайния северозападен дял. Геоложкият състав е представен от палеозойски шисти, гранитоиди и триаски конгломерати.

## Етимология
Според „Българския етимологичен речник“ името Бигла – носено и от връх в Искърския пролом и от чука до село Желява – е дошло в българския език чрез гръцкото βίγλα, стража, или чрез някое балканско латинско съответствие от латинското viglia. Сравними имена са Стража, Стражица, Стражовица и други.

## Други
На Бигла е наречена улица в квартал „Лозенец“ в София (Карта).